# Francisca Tatchouop Belobe

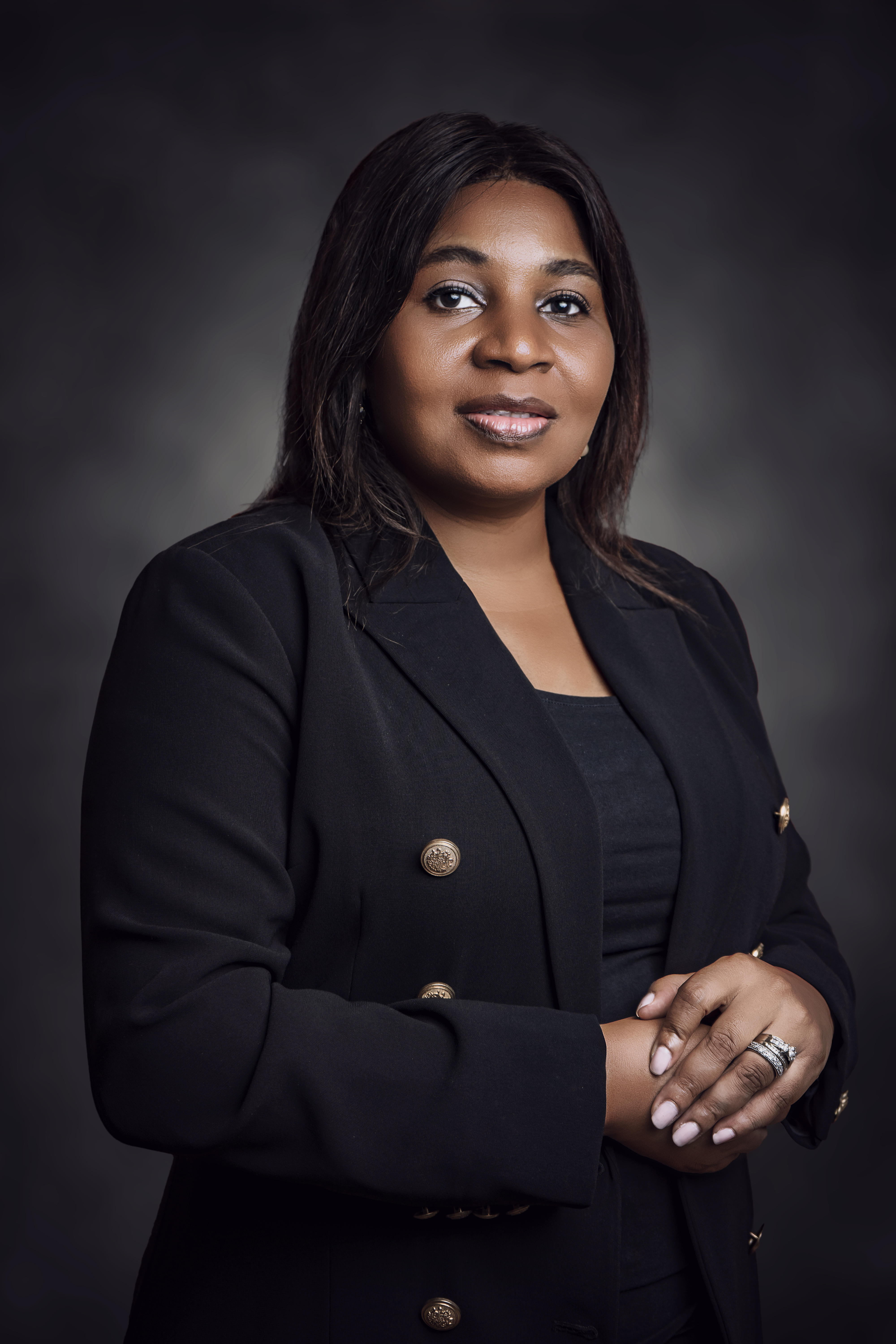
Francisca Tatchouop Belob

Francisca Tatchouop Belobe (geb. 3. Dezember 1972 in Malabo, Äquatorialguinea) ist eine Politikerin in Äquatorialguinea. Sie ist die erste Frau als Vizepräsidentin der Zentralafrikanischen Wirtschaftsgemeinschaft (CEEAC) und war die zweite Vizepräsidentin der Cámara de los Diputados für die Partido Democrático de Guinea Ecuatorial (PDGE), sowie Wirtschaftsministerin.

## Biographie

### Jugend und Ausbildung
Francisca Tatchouop Belobe wurde am 3. Dezember 1972 in Malabo in Äquatorialguinea geboren.
Sie erwarb einen Magister Artium in Politikwissenschaften an der Johann Wolfgang Goethe-Universität in Frankfurt am Main, wo sie sich auf Sozialentwicklung und Wirtschaft spezialisierte.

### Karriere
Sie war die erste Frau als Vizepräsidentin der Zentralafrikanischen Wirtschaftsgemeinschaft (CEEAC).
Von 2008 bis 2009 war sie zunächst Beigeordnete Ministerin für Wirtschaft, Handel und Unternehmensförderung, bevor sie von 2009 bis 2011 Ministerin wurde.
Sie war Abgeordnete der Partido Democratico de Guinea Ecuatorial.
Am Ende dieser Zeit gab sie über ihr Regierungserfahrungen einen Wirtschaftsführer unter dem Titel «Guinea a Mano 2013» (dt.: Guinea an der Hand 2013).